# Croton rhexiifolius
Croton rhexiifolius är en törelväxtart som beskrevs av Henri Ernest Baillon. Croton rhexiifolius ingår i släktet Croton och familjen törelväxter. Inga underarter finns listade i Catalogue of Life.